# Eugeniusz Horbaczewski
Eugeniusz Horbaczewski ps. „Dziubek” (ur. 15 września?/28 września 1917 w Kijowie, zm. 18 sierpnia 1944 w Valennes) – kapitan pilot Polskich Sił Powietrznych, major (ang. Squadron Leader) Królewskich Sił Powietrznych, as myśliwski II wojny światowej, kawaler Krzyża Złotego Orderu Wojennego Virtuti Militari.

## Życiorys
Podczas nauki w gimnazjum w Brześciu ukończył kurs szybowcowy. Po maturze w 1937 wstąpił do Szkoły Podchorążych Lotnictwa w Dęblinie, którą ukończył jako absolwent XIII promocji. We wrześniu 1939 roku, awansowany na podporucznika, ewakuował się z innymi podchorążymi do Rumunii, skąd przez Jugosławię i Grecję przedostał się statkiem do Francji. Pozostając bez przydziału bojowego, po klęsce Francji przedostał się w czerwcu 1940 roku do Wielkiej Brytanii.
Po dalszym przeszkoleniu lotniczym 21 sierpnia 1941 roku został przydzielony do 303 dywizjonu myśliwskiego, latającego wówczas na samolotach Spitfire Mk. V. 6 listopada 1941 nad Francją zestrzelił prawdopodobnie myśliwiec Bf 109. Pierwsze potwierdzone zwycięstwo powietrzne odniósł nad Francją 4 kwietnia 1942 roku, zestrzeliwując myśliwiec Focke-Wulf Fw 190, następnie 16 kwietnia Bf 109 i 19 sierpnia ponownie Fw 190. We wrześniu 1942 roku został przeniesiony do 302 dywizjonu myśliwskiego. W lutym 1943 roku zgłosił się ochotniczo do tworzonej wówczas eskadry Polski Zespół Myśliwski („Cyrk Skalskiego”), walczącej od marca w Tunezji. 28 marca 1943 roku zestrzelił tam bombowiec Ju 88, 2 kwietnia i 6 kwietnia myśliwce Bf 109, a 22 kwietnia dwa kolejne Bf 109.
Po zakończeniu walk w Afryce Horbaczewskiemu zaproponowano objęcie dowództwa eskadry w brytyjskim 43 dywizjonie RAF stacjonującym na Malcie. Eskadrą tą dowodził od maja 1943 roku, a następnie w sierpniu objął dowództwo dywizjonu (zostając trzecim i ostatnim Polakiem w historii – po Jerzym Jankiewiczu i Stanisławie Skalskim – który dowodził brytyjskim dywizjonem). Z dywizjonem tym walczył na Sycylii i we Włoszech kontynentalnych. 4 września zestrzelił myśliwiec Bf 109, a 16 września dwa Fw 190, ponadto 15 września uszkodził Fw 190. W październiku 1943 roku Horbaczewski zdał dowództwo 43. dywizjonu RAF i powrócił do Anglii. 7 listopada 1943 roku został odznaczony Srebrnym Krzyżem Orderu Virtuti Militari, a 30 listopada brytyjskim Distinguished Flying Cross, awansowano go też na kapitana.
16 lutego 1944 roku objął dowództwo 315 dywizjonu myśliwskiego Dęblińskiego, latającego od marca na myśliwcach Mustang Mk. III. 12 czerwca 1944 roku zestrzelił myśliwiec Fw 190 nad Francją, w walce czterech polskich pilotów przeciw 7 myśliwcom niemieckim. 30 lipca 1944 roku zestrzelił 1 Bf 109 indywidualnie i drugi zespołowo (zaliczony jako 1/2). Horbaczewski zestrzelił w tym okresie także cztery „latające bomby” V1.
18 sierpnia 1944 roku dywizjon w składzie 12 samolotów pod dowództwem Horbaczewskiego, mimo jego silnego przeziębienia, udał się na zadanie wymiatania nad Francję, atakując z zaskoczenia grupę ok. 60 myśliwców Fw 190. W walce Horbaczewski zestrzelił trzy Fw 190, lecz sam zaginął podczas drogi powrotnej. Okoliczności jego śmierci nie są bliżej znane, prawdopodobnie został zestrzelony przez samoloty. Polscy lotnicy w tym starciu zgłosili zestrzelenie 16 samolotów przy stracie jedynie Horbaczewskiego; według źródeł niemieckich Niemcy stracili 8 samolotów i 2 uszkodzone. Dopiero po wojnie, w 1947 roku, odnaleziono wrak samolotu, ze zwłokami Horbaczewskiego, rozbity w okolicy miejscowości Valennes. 
Został pochowany na cmentarzu w Creil we Francji.

## Upamiętnienie
1 września 1988 roku Eugeniusz Horbaczewski został patronem Liceum Lotniczego w Zielonej Górze, a od 24 września 2011 roku jego imię nosi 41 Baza Lotnictwa Szkolnego w Dęblinie. Nawiązując do zlikwidowanego w tym miejscu lotniska jego imieniem nazwano również ulicę na Gądowie Małym we Wrocławiu oraz na Gocławiu (dzielnica Praga-Południe) w Warszawie.
Jest patronem IV liceum w Zielonej Górze w Zespole Szkół Akademickich (dawne Liceum Lotnicze).
Wizerunek pilota został umieszczony na samolocie myśliwskim MiG-29 nr 114 z 23 Bazy Lotnictwa Taktycznego.

## Zwycięstwa powietrzne
Na liście Bajana zajmuje 4 pozycję z 16 i 1/2 zestrzelonym pewnie, 1 prawdopodobnie i 1 uszkodzonym samolotem.

### Zestrzelenia pewne
- Fw 190 – 4 kwietnia 1942 (pilotował Spitfire Vb, AA940)
- Bf 109 – 16 kwietnia 1942 (pilotował Spitfire Vb, AA882)
- Fw 190 – 19 sierpnia 1942 (pilotował Spitfire Vb, AR366)
- Ju 88 – 28 marca 1943 (pilotował Spitfire IX)
- Bf 109 – 2 kwietnia 1943 (pilotował Spitfire IX)
- Bf 109 – 6 kwietnia 1943 (pilotował Spitfire IX)
- 2 Bf 109 – 22 kwietnia 1943 (pilotował Spitfire IX)
- Bf 109 – 4 września 1943 (pilotował Spitfire IX, MA259)
- 2 Fw 190 – 16 września 1943 (pilotował Spitfire IX, JG571)
- Fw 190 – 12 czerwca 1944 (pilotował Mustang III, FB166)
- 1 i 1/2 Fw 190 – 30 lipca 1944 (pilotował Mustang III, FB166)
- 3 Fw 190 – 18 sierpnia 1944 (pilotował Mustang III, FB 355)

### Zestrzelenie prawdopodobne
- Bf 109 – 6 listopada 1941 (pilotował Spitfire Vb, AB989)

### Uszkodzone
- Fw 190 – 15 września 1943 (pilotował Spitfire IX, JG571)

## Ordery i odznaczenia
- Krzyż Złoty Orderu Virtuti Militari – nr 61[6] (pośmiertnie 11 października 1944)
- Krzyż Srebrny Orderu Virtuti Militari – nr 9478[6] (7 listopada 1943)
- Krzyż Walecznych – czterokrotnie
- Medal Lotniczy – trzykrotnie
- brytyjski Distinguished Service Order (DSO, pośmiertnie 17 sierpnia 1945)
- brytyjski Distinguished Flying Cross (DFC with Bar) – dwukrotnie